# Cần Thạnh
Cần Thạnh là thị trấn huyện lỵ của huyện Cần Giờ, Thành phố Hồ Chí Minh, Việt Nam.

## Địa lý
Thị trấn Cần Thạnh nằm ở trung tâm huyện Cần Giờ, cách trung tâm Thành phố Hồ Chí Minh 58 km về phía đông nam, có vị trí địa lý:
- Phía đông giáp vịnh Gành Rái
- Phía tây giáp xã Long Hòa
- Phía nam giáp Biển Đông
- Phía bắc giáp xã Long Hòa và xã Thạnh An.

Thị trấn có diện tích 24,51 km², dân số năm 2021 là 12.018 người,  mật độ dân số đạt 490 người/km².

## Lịch sử
Trước đây, Cần Thạnh là một xã thuộc huyện Cần Giờ.
Ngày 5 tháng 11 năm 2003, Chính phủ ban hành Nghị định 130/2003/NĐ-CP. Theo đó, thành lập thị trấn Cần Thạnh, thị trấn huyện lỵ huyện Cần Giờ trên cơ sở toàn bộ 2.408,93 ha diện tích tự nhiên và 9.834 người của xã Cần Thạnh.